# Stoke-on-Trent
Stoke-on-Trent ([stəʊk ɒn trɛnt] , meist kurz Stoke) ist eine Stadt in den englischen Midlands (Staffordshire) am Oberlauf des River Trent gelegen. Sie entstand im frühen 20. Jahrhundert aus dem Zusammenschluss von sechs Gemeinden. Es sind neben Stoke noch Hanley, Burslem, Tunstall, Fenton und Longton. Daher stammt die Bezeichnung der Stadt als The Six Towns („Die Sechs Städte“). Die Stadt ist die einstige Heimat der englischen Töpferei-Industrie und wird deshalb noch oft The Potteries („Die Töpfereien“) genannt. Stoke-on-Trent ist heutzutage wirtschaftlich verfallen und verarmt.

## Topologie
Stoke liegt in geringer Entfernung zu mehreren nordenglischen Großstädten wie Manchester, Birmingham, Leicester, Nottingham, Liverpool und Sheffield.
Mit den angrenzenden Boroughs von Newcastle-under-Lyme und den Staffordshire Moorlands bildet es die Region North Staffordshire mit rund 470 000 Einwohnern (Stand: 2011). Stoke-on-Trent und Newcastle-under-Lyme werden mit etwa 350 000 Einwohnern als The Potteries Urban Area zusammengefasst, die flächenmäßig bedeutend größeren Moorlands sind dagegen eher ländlich und weniger dicht besiedelt.
Stoke-on-Trent ist eine polyzentrale Gemeinde. Obwohl die Stadt nach Stoke-upon-Trent benannt wurde und sich sowohl das Rathaus als auch der Hauptbahnhof dort befinden, liegt das als Einkaufszentrum genutzte Stadtzentrum in Hanley.

## Geologie
Die Gegend um Stoke wird durch Sedimente aus dem Karbon-Zeitalter geprägt. Hierbei profitierte Stoke von einer in England weitverbreiteten Steinkohlenschicht, die eine Dicke von bis zu 30 m erreichen konnte und teilweise auch bitumenartige Anteile enthalten kann. Die führenden Gesteine sind roter Sandstein (u. a. für Mühlsteine verwendet), Mergel (der berühmte Etruria-Mergel als Rohstoff für blaue Backsteine) und Schiefer, sowie auch eisenhaltige Sedimente („Ironstone“). Die Sedimente überlagern die Kohle mit Schichtdicken von mehreren hundert Metern. Dünne Ölschichten werden auch in den Sedimenten gefunden. Stellenweise ist die Schicht aus Karbon-Gesteinen bis zu 2400 m dick. Sie werden auch der westfälischen Schichtung zugeordnet.
Die Umgebung von Stoke ist reich an Fossilien aus dem Karbon-Zeitalter. Hierbei wurden zahlreiche Überreste von Knorpel- und Knochenfischen gefunden. Die Sammlung und Dokumentation der Fossilien begann bereits im 19. Jahrhundert durch John Wards, dessen umfangreiche Sammlung in dem City-Museum & Arts Gallery aufbewahrt wird.

## Namensherkunft
Im Domesday-Book wird eine Kirche namens Stoche erwähnt, wobei diese Bezeichnung noch nicht für eine Gemarkung oder Ortschaft steht. Der Name der heutigen Samtgemeinde ist der ursprüngliche Name des heute zum Stadtbezirk gewordenen Dorfes Stoke-upon-Trent. Der Namenszusatz on-Trent bzw. upon-Trent ist ein bei vielen britischen Städten üblicher Namensqualifikator zur Abgrenzung von anderen gleichnamigen Gemeinden und verwendet in diesem Falle den nahegelegenen Fluss Trent. Beispielsweise gibt es in England noch die Gemeinde Stoke St Gregory. (Dies ist vergleichbar beispielsweise mit deutschen Abgrenzungen wie Frankfurt am Main vs. Frankfurt/Oder, Rothenburg ob der Tauber vs. Rotenburg/Wümme vs. Rotenburg a.d. Fulda).

## Geschichte

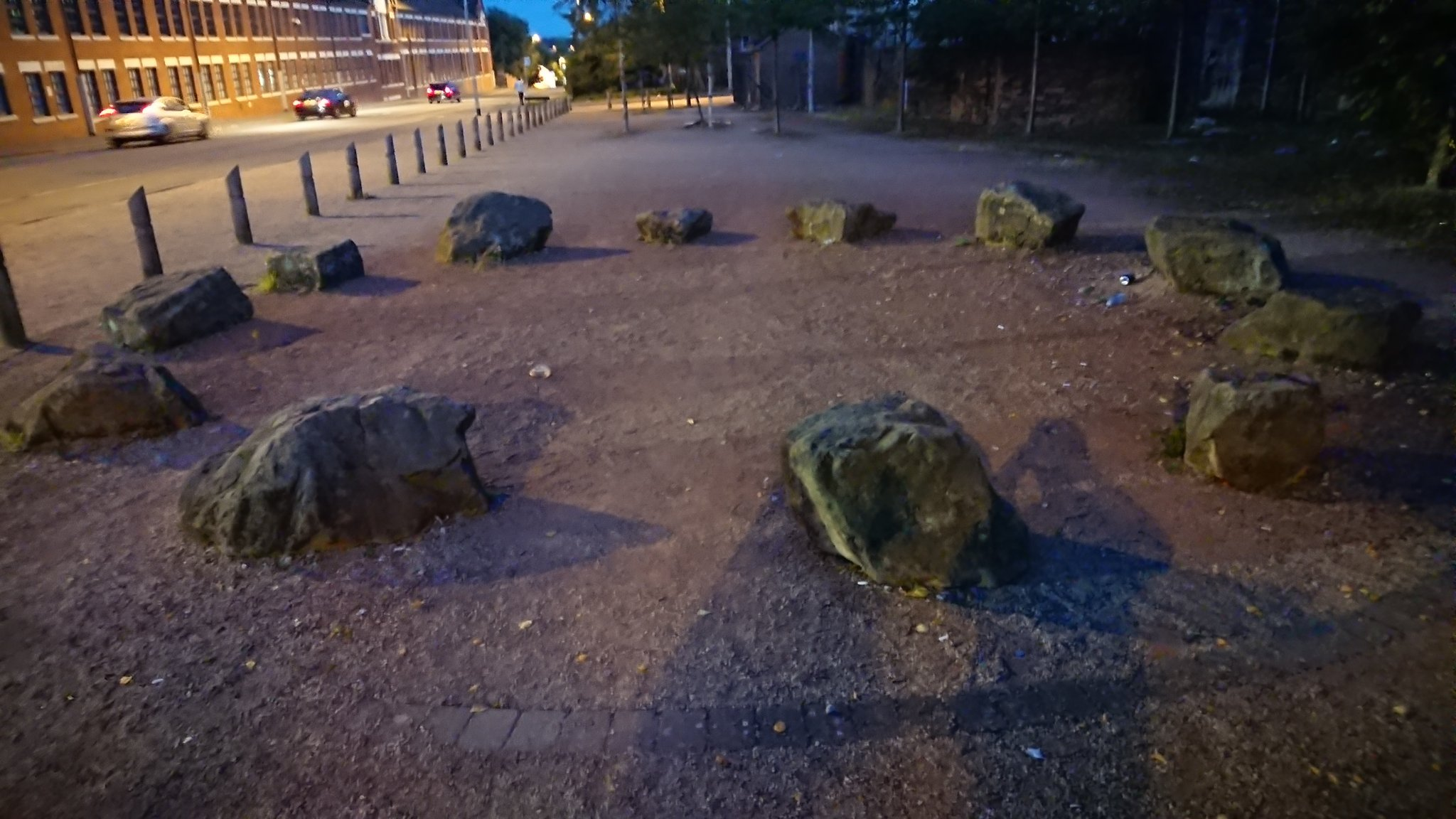
Moderner Steinkreis Hanley

Die Existenz einer Römerstraße in Staffordshire ist schon seit längerem bekannt und wurde bereits in der Literatur beschrieben. Aus der nachrömischen Zeit existieren Nachweise von charakteristischen Artefakten angelsächsischer Herkunft, die auch im Potteries Museum in Hanley ausgestellt sind.
Im Domesday-Book wird Stoke nur als Kirche auf der Gemarkung Calverswell erwähnt – aber noch nicht als eigenständige Ortschaft oder Gemarkung. Es werden aus dem Gebiet des heutigen Stoke on Trent zudem die Gemarkungen Bucknall, Endon, Penkhull, Trentham, Wolstanton, Barlaston, Burslem, Bradeley, Norton, Rushton, Weston, Claton, Dimsdale, Hanchurch, Hanford, Knutton, Normacot und Fenton erwähnt.
Seit dem Mittelalter wird in der Gegend die Kohle abgebaut, die eine Voraussetzung für die Entwicklung der Töpferei in der Gegend war. Zudem wurde in der Gegend der für die Töpferei geeignete Lehm gefunden, der seit dem 15. Jahrhundert genutzt wurde, wie auch durch Funde bei Burslem belegt werden kann. Weiterhin fanden sich dort auch weitere für die Töpferindustrie geeignete Mineralien, wie Bleiverbindungen und andere Salze, die für die Herstellung der Glasuren notwendig waren.
Seit dem 17. Jahrhundert war die Gegend bekannt für die Töpfereien, von denen die ersten in Burslem entstanden. Bekannte Marken wie Spode, Royal Doulton, Wedgwood und Minton waren hier angesiedelt. Das Verfeuern von stark schwefelhaltiger Kohle führte zu einer starken Luftverschmutzung, die über Jahrhunderte die Lebenserwartung der Einwohner durch Lungenerkrankungen stark einschränkte und mitunter sogar schwarzen Schneefall und Verdunkelung der Sonne zur Folge hatte. Erst der Clean Air Act bereitete dem ein Ende. Auch die Skyline der Gegend war geprägt durch die als Kiln bezeichneten Töpferöfen und die Schlote der Fabriken.
Die wirtschaftliche Entwicklung der Töpfereien war auch geprägt durch den Bau des Trent-und-Mersey-Kanals, einem sog. Narrowboat-Kanal. Dieser war der erste verfügbare Transportweg für Massengüter im Rahmen der industriellen Revolution. Das heutige Stadtgebiet entwickelte sich zu einer Region der Steinkohlenbergwerke und Eisenhütten. Das Stahlwerk Shelton Bar in Hanley galt im dritten Viertel des 19. Jahrhunderts als eines der modernsten Englands.
Die Föderation der Six Towns führte 1910 die Bezirke Hanley, Burslem, Longton und Stoke-upon-Trent mit den Distrikten Tunstall und Fenton als einen gemeinsamen Grafschaftsbezirk von Stoke-on-Trent zusammen. 1925 erhielt die Gemeinde den City-Status.
Der mit Selbstverwaltung einhergehende County-Status der Stadt wurde 1974 aufgehoben, und die Stadt wurde Teil der Grafschaft Staffordshire. Am 1. April 1998 kehrte Stoke-on-Trent zu seiner Funktion als eigenständiger Stadtkreis (Unitary Authority) zurück, gehört jedoch weiterhin zur Grafschaft.
In den  letzten Jahrzehnten erfolgte ein ausgeprägter Strukturwandel der Gegend, von dem sie sich noch nicht erholt hat.

## Wirtschaft
Die insbesondere von Margaret Thatcher praktizierte Wirtschaftspolitik, die von britischen Ökonomen als Deindustrialisierung des Vereinigten Königreiches bezeichnet wird, wirkte sich auch in Stoke besonders stark aus. Im letzten Viertel des 20. Jahrhunderts schlossen die meisten Betriebe der Keramikindustrie in dichter Folge. Spode und Wedgewood befinden sich nach dem Konkurs in den Händen eines Investors. Royal Doulton gehörte schon vorher zur Waterford-Wedgewood-Group. Die Produktion findet inzwischen in Indonesien statt. Eine moderne noch dort befindliche Manufaktur ist Emma Bridgewater. Die Arbeitslosigkeit in der Potteries-Region stieg dadurch merklich an. Allein die Zahl der dort beschäftigten Personen sank von über 70.000 auf unter 10.000. 1994 wurde das letzte Bergwerk, der Trentham Superpit (ein Zusammenschluss der Zechen Hem Heath, Stafford Collieries and Florence Collieries) stillgelegt, das letzte Walzwerk 2002.
Heute sind die meisten Arbeitskräfte im Dienstleistungssektor beschäftigt. Einige wenige Keramikfabriken bestehen noch in der Stadt, andere haben ihre Verwaltung in der Stadt, produzieren aber im Ausland und einige Betriebe der Keramikindustrie wechselten von der Keramikherstellung zum Handel mit Importware. Daneben gibt es in der Stadt ein aktives Stahlwerk, mehrere Lagerhäuser und Logistikzentren, ein großes Callcenter von Vodafone, die britische Zentrale des Schmierstoffproduzenten Fuchs Petrolub, die Produktions- und Verwaltungseinrichtungen umfasst, sowie eine Niederlassung von Michelin und mehrere Betriebe der Lebensmittelindustrie. Daneben ist die Stadt in den letzten Jahren für ihre Kulturszene und ihr Nachtleben bekannt geworden. Stoke-on-Trent wurde in den letzten Jahren mehrfach als einer der besten Orte für Unternehmensgründungen im Vereinigten Königreich ausgezeichnet. Dennoch bestehen die sozialen Probleme der Stadt weiter.
Eine touristische Infrastruktur hat sich nicht herausgebildet, wobei an diesem Problem gearbeitet wird.

## Museen und Gartenanlagen
Aus den Industrien von Stoke sind einige Museen hervorgegangen, die sich mit der industriellen Vergangenheit der Gegend befassen, die ein Ankerpunkt der Europäischen Route der Industriekultur (ERIH) sind. Es sind dies das Gladstone Pottery Museum, World of Wedgewood mit einem Fabrikverkauf, Etruria Industrial Museum und das The Potteries Museum & Art Gallery.Letzteres beinhaltet auch moderne Kunstgegenstände und archäologische Funde aus der Umgebung.
Zudem sind in Stoke die Trentham-Gardens, in denen über 80.000 mehrjährige Staudenarten kultiviert werden. Des Weiteren verfügen sie über ein Rosarium und ein Vivarium für Berberaffen. Zudem wurden in den 1930er Jahren die Doroty-Clive-Gardens mit den Schwerpunkten der Kultur von Rhododendron und Azaleen sowie Landschaftsgärten errichtet.
Am 9. Mai 2025 wurde auf dem Marktplatz des englischen Örtchens Burslem, welches zur Stadt Stoke-on-Trent gehört eine Statue zu Ehren vom britischen Musiker Lemmy Kilmister von der Rock-Band Motörhead ("Ace Of Spades", "Killed By Death") enthüllt. Die vom Bildhauer Andy Edwards entworfene Statue enthält wohl auch Aschereste des Musikers.

## Sport
Der lokale Sport brachte zwei Fußballclubs hervor:
- Port Vale
- Stoke City

Stoke City ist der zweitälteste Verein im englischen Profi-Fußball und war die Mannschaft von Spielern wie Stanley Matthews, Geoff Hurst und Gordon Banks.

## Verkehr
Ein Anschluss von Stoke an die Hochgeschwindigkeitsstrecke HS2 high-speed railway ist geplant und soll die Geschwindigkeit der Verbindung von London auf 70 min Fahrzeit reduzieren. Ein Bahnhof mit Fernverbindung existiert in dem Ortsteil Stoke. Zudem verfügt Stoke über einen Busverkehr.
Die Autobahn M6 führt am Stadtgebiet als die westliche Tangente nahezu in Nord-Süd-Richtung vorbei. Zudem wird die Stadt von den Hauptverkehrsadern A50 bis A53 sowie A525, A527 und A533 durchzogen.

## Politik
Die Stadt wird – anders als die meisten englischen Städte – durch einen direkt gewählten Bürgermeister regiert.
Bei der Entscheidung über den Austritt Großbritanniens aus der EU (Brexit) 2016 stimmten fast 70 % der wahlberechtigten Einwohner Stoke-on-Trents für den Brexit. Während Stoke-on-Trent früher wie die anderen mittel- und nordenglischen Industriestädte eine Hochburg der Labour Party war, wird die Stadt heute von drei Abgeordneten der Konservativen Partei vertreten: 2017 gewannen die Konservativen einen der drei Parlamentssitze dazu (Stoke-on-Trent South), 2019 die beiden anderen (Stoke-on-Trent Central und Stoke-on-Trent North). Dies bestätigt den landesweiten Trend, dass Gebiete, die für den EU-Austritt gestimmt haben, für Kandidaten der Konservativen stimmen, weil diese die Umsetzung des Brexit zu ihrer Priorität gemacht haben.
Im Rat der Stadt hat Labour 16 Sitze, die Konservativen 15, Unabhängige 12 und die UKIP einen. Da keine der Parteien über eine absolute Mehrheit verfügt, regiert eine Koalition aus Konservativen und Unabhängigen.
Das Wappen der Stadt enthält als Inschrift das Motto des Grafschaftsbezirks Vis Unita Fortior (etwa: Vereinte Kraft ist stärker, sinngemäß: Einheit heißt Stärke).

## Söhne und Töchter der Stadt

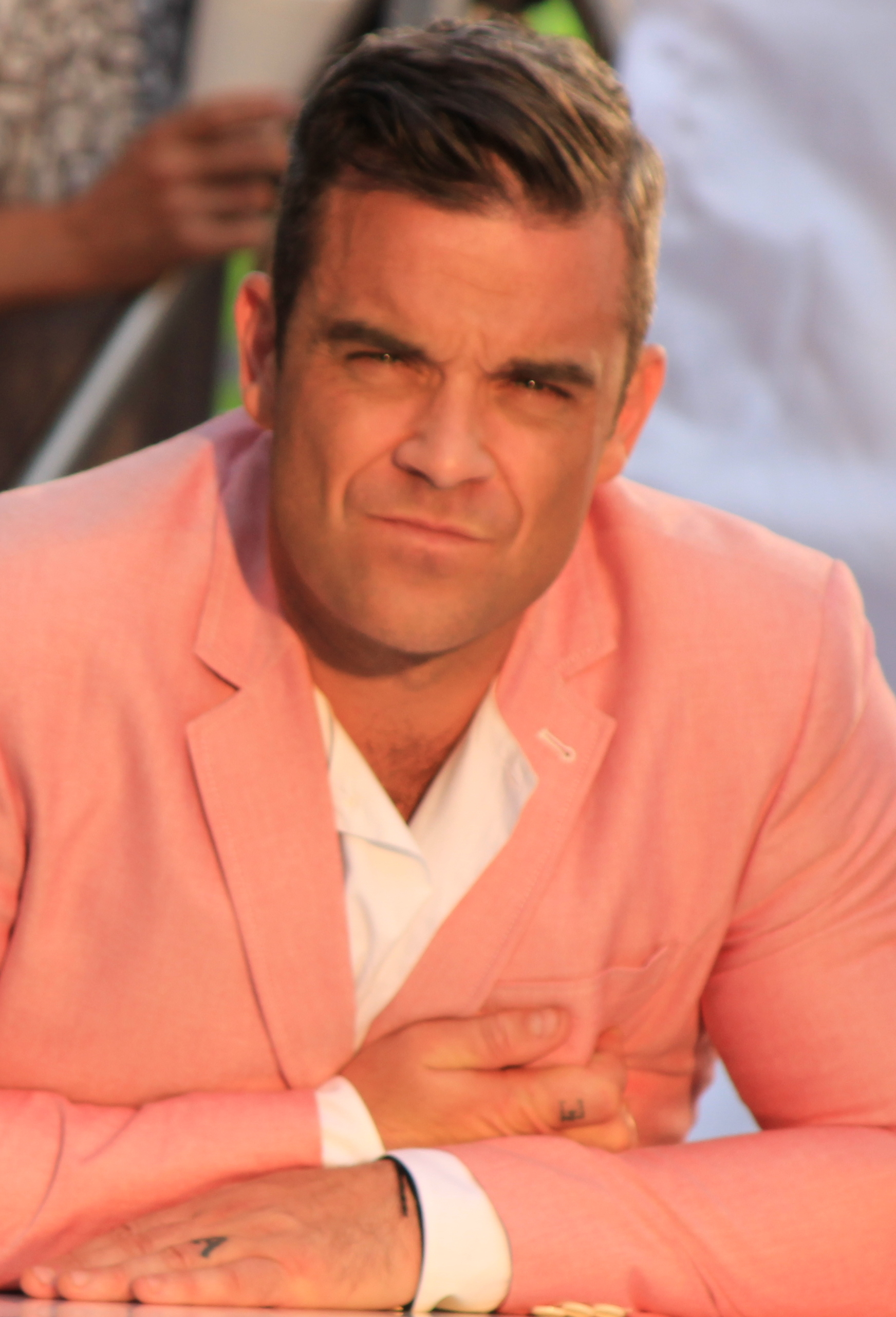
Robbie Williams, sehr bekannter Sohn Stokes

## Städtepartnerschaften
- Erlangen

## Weiterführende Literatur
- Fossil Fishes of Fenton and Longton – The John Ward Collection. Don Steward 1994, ISBN 0-905080-69-6, pp.3-9 (Collections of the City Museum & Arts Gallery, Stoke-on-Trent, ISSN 0144-3267)